# 山田裕一
山田 裕一（やまだ ゆういち、1975年（昭和50年）11月17日 - ）は、日本の政治家。宮城県白石市長（3期）。元白石市議会議員（3期）。

## 来歴
宮城県白石市出身。白石市立白石第二小学校、白石市立東中学校卒業。1994年（平成6年）3月、宮城県白石工業高等学校電気科卒業。1996年（平成8年）に東京クリーニング学校を卒業し、家業のクリーニングに従事。
2007年（平成19年）4月22日に行われた白石市議会議員選挙に初当選。東日本大震災の発生により2011年（平成23年）7月31日に延期された市議選で再選。2014年（平成26年）1月、公益社団法人白石青年会議所理事長に就任。2015年（平成27年）に3選。
2016年（平成28年）8月、市議を辞職。同年10月23日に行われた白石市長選挙に自由民主党・公明党の推薦を得て出馬。元市議の沼倉昭仁を破り初当選した。11月14日、市長就任。
2020年10月25日に行われた市長選挙で再選。
2022年9月、世界平和統一家庭連合（旧統一教会）の関連団体「天宙平和連合」が関わる市内のイベントに、2018年から2021年にかけて3回参加していたことを明らかにした。
2024年（令和6年）10月27日に行われた市長選挙で3選。